# 古田太一
古田 太一（ふるた たいち、1980年5月1日 - ）は、日本の男性キックボクサー、空手家（初段）。埼玉県川口市出身。アイアンアックス（正道会館）所属。正道会館谷塚教室責任者。

## 来歴
2000年、20歳で正道会館東京本部に入門し空手を始める。その後、草津賢治（二代目グレート草津）の弟子としてキックボクシングを学ぶ。
2004年4月29日、R.I.S.E. VIIでFABIANOと対戦し、右アッパーでKO負けを喫した。
2004年5月30日、一撃でアレハンドロ・ナヴァロと対戦し、左フックによるKO負けを喫した。
2007年9月16日、J-NETWORKヘビー級王座決定トーナメント・リザーブ戦で富樫龍一と対戦し、3-0の判定勝ちを収めた。
2008年2月29日、J-NETWORKヘビー級王座次期挑戦者決定トーナメント・リザーブ戦でカリム・"シュガーベア"・バイロンと対戦し、2-0の判定勝ちを収めた。
2008年8月10日、初参戦となったM-1ムエタイチャレンジで悠羽輝と対戦し、0-3の判定負けを喫した。
2010年6月20日、J-NETWORKヘビー級次期王座挑戦者決定戦でプリンス・アリと対戦し、1Rに3度のダウンを奪われKO負けとなった。

## 戦績
| キックボクシング 戦績 | キックボクシング 戦績 | キックボクシング 戦績 | キックボクシング 戦績 | キックボクシング 戦績 | キックボクシング 戦績 | キックボクシング 戦績 |
| --------------------- | --------------------- | --------------------- | --------------------- | --------------------- | --------------------- | --------------------- |
| 15 試合               | (T)KO                 | 判定                  | その他                | 引き分け              | 無効試合              |                       |
| 10 勝                 | 1                     | 9                     | 0                     | 0                     | 0                     |                       |
| 5 敗                  | 3                     | 2                     | 0                     | 0                     | 0                     |                       |

| 勝敗 | 対戦相手                         | 試合結果                    | 大会名                                                                                            | 開催年月日     |
| ×    | 洪太星                           | 3R 判定1-2                  | RISE85 【RISE HEAVY WEIGHT TOURNAMENT 2011リザーブファイト】                                      | 2011年11月23日 |
| ○    | 市川公貴                         | 3R終了 判定2-1              | J-NETWORK「FORCE for the TRUTH of J FINAL」                                                       | 2010年10月10日 |
| ○    | 巖士鎔                           | 3R終了 判定3-0              | 新日本キックボクシング協会「TITANS NEOS VIII」                                                    | 2010年9月11日  |
| ×    | プリンス・アリ                   | 1R 1:36 KO（3ノックダウン） | J-NETWORK「FORCE for the TRUTH of J 3rd」 【J-NETWORKヘビー級次期王座挑戦者決定戦】               | 2010年6月20日  |
| ○    | 長谷川康也                       | 3R終了 判定-3-0             | J-NETWORK「GET REAL in J-WORLD 4th」                                                              | 2009年10月4日  |
| ○    | 柿崎孝司                         | 3R終了 判定3-0              | M-1 FAIRTEX SINGHA BEER ムエタイチャレンジ Legend of Elbows 2008 〜JAI SUU〜                      | 2008年11月9日  |
| ×    | 悠羽輝                           | 3R終了 判定0-3              | M-1 FAIRTEX SINGHA BEER ムエタイチャレンジ Legend of Elbows 2008 〜YOD MUAY〜                     | 2008年8月10日  |
| ○    | カリム・"シュガーベア"・バイロン | 3R終了 判定2-0              | J-NETWORK「Let's Kick with J 1st」 【J-NETWORKヘビー級王座次期挑戦者決定トーナメント リザーブ戦】 | 2008年2月29日  |
| ○    | 富樫龍一                         | 3R終了 判定3-0              | J-NETWORK「Championship Tour of J 2nd」 【J-NETWORKヘビー級王座決定トーナメント リザーブ戦】      | 2007年9月16日  |
| ○    | 篤志                             | 3R終了 判定3-0              | M-1 FAIRTEX SINGHA BEER フレッシュマンズ in 大森 II STAGE                                         | 2007年8月5日   |
| ○    | 小島良祐                         | 3R終了 判定3-0              | TRIBELATE vol.13 〜Hybrid Club Fight〜                                                            | 2007年6月1日   |
| ×    | アレハンドロ・ナヴァロ           | 1R 2:15 KO（左フック）      | 一撃 〜極真 vs K-1 全面対抗戦〜 【一撃キックルール】                                              | 2004年5月30日  |
| ×    | FABIANO                          | 2R 2:51 KO（右アッパー）    | R.I.S.E. VII                                                                                      | 2004年4月29日  |